# Clemens Brentano
Clemens Brentano (født 8. september 1778, død 28. juli 1842) var en tysk forfatter og digter, født i Ehrenbreitstein (Koblenz). Han var bror til Bettina Brentano, der korresponderede med Goethe, og som Clemens Brentano selv var gode venner med. Han var søn af en forretningsmand med italiensk baggrund. 
Han giftede sig i 1803 med digterinden Sophie Mereau, som hans første vigtige novelle, Godwi, var dedikeret til. 
Brentano bosatte sig i 1804 i Heidelberg, hvor han sammen med Achim von Arnim (Bettina Brentanos mand) og Johann Joseph von Görres, redigerede avisen Zeitung für Einsiedler (Avis for Eremitter).
Sammen med Arnim udarbejdede han også den berømte samling af tyske folkesange Des Knaben Wunderhorn (Drengens magiske horn), i tre afsnit mellem 1805 og 1808.
Efter sin kones død i 1806 rejste han rundt i Tyskland i nogle få år. Herunder mødte han brødrene Grimm i Kassel i 1807 og gik i 1809 med i en litterær gruppe i Berlin. Efter et kort ophold i Böhmen og Wien (hvor han komponerede et patriotisk drama inspireret af tyskernes kamp mod Napoleon), vendte han tilbage til Berlin og skrev sin mest berømte historie fra 1817; Die Geschichte vom braven Kasperl und dem schönen Annerl (1817; 'Historien om brave Caspar og smukke Annie). I 1817 konverterede han desuden til katolicismen.
Brentano brugte de næstfølgende år på at nedskrive fortællingerne af den tidligere nonne Katharina Emmerich. Efter hendes død i 1824 levede han i Frankfurt og Koblenz, og i 1833 bosatte han sig i München, hvor han var med i en gruppe af romantiske, katolske forfattere, heriblandt Görres. Blandt Brentanos senere udgivelser var der en samling af eventyr (1833), som viste hans stedselevende fantasi. Den 28. juli 1842 døde han i Aschaffenburg.